# Philodoria lipochaetaella
Philodoria lipochaetaella là một loài loài bướm thuộc họ Gracillariidae. Đây là loài đặc hữu của Maui.
Ấu trùng ăn các loài Lipochaeta lavarum. Có khả năng chúng ăn lá cây nơi chúng sống.